# Elizabeth Yates (sinh 1845)

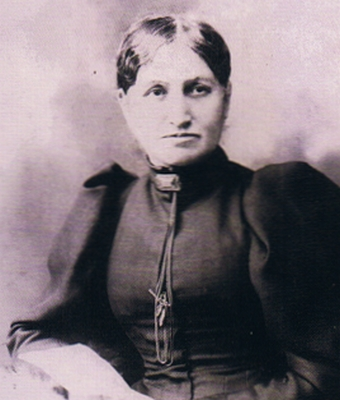
Elizabeth Yates.

Elizabeth Yates (née Oman, 1845 – 6 tháng 9 năm 1918) thị trưởng của thành phố Onehunga, New Zealand năm 1894. Bà là người phụ nữ đầu tiên trở thành thị trưởng của một thành phố thuộc Đế quốc Anh. Onehunga ngày nay thuộc Auckland.

## Cuộc đời
Bà sinh ra có tên thật là Elizabeth Oman tại Caithness, Scotland, và định cư tại New Zealand cùng với gia đình năm 1853. Bà kết hôn với Michael Yates, một thủy thủ cao cấp, vào năm 1875. Ông là một thành viên của Hội đồng Thị xã Onehunga từ 1885 cho đến 1888 và thị trưởng từ 1888 đến 1892. Bà đà hoàn toàn vướng vào chính trị khi ủng hộ mạnh mẽ phong quyền bầu cử phụ nữ, cũng như tham gia vào các phiên họp của Nghị viện Liên minh Auckland.
Khoảng đầu năm 1893, sau khi chồng bà từ chức vì bệnh tật năm 1892, bà đã chấp nhận lời mời được đề cử vào vị trí thị trưởng, vào tháng 11 bà thắng cử. Cuộc bầu cử tạo nên tiếng vang lớn về mặt quốc tế và điều đặc biệt là bà nhận được những lời chúc mừng ngay cả từ Thủ tướng Richard Seddon và Victoria của Anh.
Tuy nhiên, bà gặp phải sự phản đối gay gắt từ cốt lõi cứng rắn của các nghị viên lão làng địa phương, và cả những thành viên của công chúng (bốn nghị viên và xã viên đã từ chức để đáp trả lại cuộc thắng cử của bà), họ thường tìm cách gián đoạn và phá hoại các cuộc họp, phản đối các đề nghị mà bà đưa ra.
Sau này bà quay trở lại làm nghị viên trong vòng hai năm 1899 và 1901. Bà mất năm 1918 sau một khoảng thời gian dài nhập viện.